# Дания на «Евровидении-1983»
Дания принимала участие в двадцать восьмом выпуске телевизионного конкурса Евровидение-1983, который состоялся 23 апреля в Мюнхене, ФРГ. Страну представляла певица Гри Йохансен с песней Kloden drejer ("Планета вертится"), написанной Флеммингом Герниксом, Кристианом Якобсеном, Ларсом Кристенсеном и Билли Кроссом. По итогам голосования она заняла 17-е место из 20, набрав 16 очков. Тем не менее, Kloden drejer стала предшественницей датской заявки на Евровидение-1984 Det' lige det в исполнении группы Hot Eyes. Конкурс был показан DR на канале DR1 с комментариями Йоргена де Милюса. Глашатаем, объявлявшим очки Дании, был Бент Хениус.

## Предыстория
К моменту своего участия на конкурсе 1983 года Дания участвовала на Евровидение пятнадцать раз с момента своего дебюта в 1957 году. Страна выигрывала конкурс однажды: в 1963 году с песней Dansevise в исполнении Йоргена и Греты Ингманн. Страна также организовывала проведение Евровидения в 1964 году в Тиволи в Копенгагене. Дания с 1967 по 1977 годы не участвовала в конкурсе из-за политики тогдашнего руководства телекомпании DR. На Евровидение-1982 группа Brixx с песней Video-video заняла 17-е (предпоследнее) место из 18, заработав только 5 очков.

## До «Евровидения»

### Dansk Melodi Grand Prix 1983
Начиная с 1957 года датский телевещатель Датское радио (DR) отвечает за организацию отбора заявки на Евровидение и трансляцию конкурса. Все заявки от Дании выбирались через проведение национального финала под названием Dansk Melodi Grand Prix. Он состоялся 5 марта в телестудии DR в Копенгагене. Ведущим был Йорген де Милюс. Десять песен было представлено во время отбора, а победитель определялся путём голосования жюри из пяти регионов Дании. Среди конкурсантов была Кирстен Сигаард, которая будет представлять Данию на Евровидение трижды: в 1984, 1985 и 1988 годах как участница группы Hot Eyes.
| Порядковый номер | Исполнитель                      | Название песни            | Очки | Место |
| ---------------- | -------------------------------- | ------------------------- | ---- | ----- |
| 1                | Plateau                          | Mennesker mødes           | 36   | 4     |
| 2                | Джон Хаттинг                     | Stjernerne er drevet bort | 30   | 5     |
| 3                | Snapshot                         | Gi'r du et knus           | 50   | 2     |
| 4                | Вивиан Йохансен и Los Valentinos | Fred                      | 19   | 8     |
| 5                | Мерете Рууд-Хансен               | Hen over engen            | 23   | 6     |
| 6                | Кейт и Пер                       | Sesam, luk dig op         | 37   | 3     |
| 7                | Кирстен Сигаард и Sir Henry      | Og livet går              | 22   | 7     |
| 8                | Джой                             | Hvor går livet hen        | 5    | 10    |
| 9                | Гри Йохансен                     | Kloden drejer             | 60   | 1     |
| 10               | Роберто                          | Aldrig igen               | 17   | 9     |

## На «Евровидении»
В Мюнхене Йохансен выступала под номером 15, между ФРГ и Кипром. Номер певицы подвергся критике из-за того, что она сделала важный акцент на хореографию, а не на саму песню. Помимо этого, вокал Йохансен не был контролируемым, из-за чего певица часто не попадала в ноты. По итогам голосования она заняла 17-е место из 20, набрав 16 очков. 12 очков датское жюри присудило Югославии. Дирижёром оркестра во время исполнения датской заявки был Аллан Ботчинский.

### Голосование
| Очки      | Страна                  |
| --------- | ----------------------- |
| 12 баллов |                         |
| 10 баллов |                         |
| 8 баллов  |                         |
| 7 баллов  | - Швеция                |
| 6 баллов  |                         |
| 5 баллов  |                         |
| 4 балла   | - Испания               |
| 3 балла   |                         |
| 2 балла   | - Великобритания - Кипр |
| 1 балл    | - Турция                |

| Очки      | Страна         |
| --------- | -------------- |
| 12 баллов | Югославия      |
| 10 баллов | Швеция         |
| 8 баллов  | Норвегия       |
| 7 баллов  | Израиль        |
| 6 баллов  | Австрия        |
| 5 баллов  | Великобритания |
| 4 балла   | Нидерланды     |
| 3 балла   | Германия       |
| 2 балла   | Люксембург     |
| 1 балл    | Кипр           |